# Phim sử thi

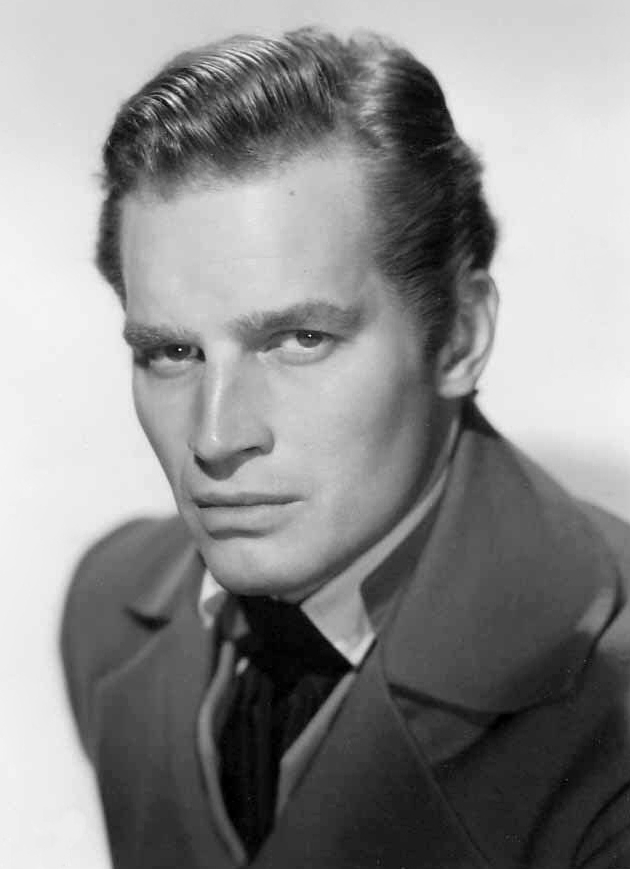
Nam diễn viên Charlton Heston đã từng tham gia diễn xuất trong nhiều phim sử thi kinh thánh như The Ten Commandments và sử thi lịch sử như El Cid

Phim sử thi là một phong cách làm phim với bối cảnh rộng và phạm vi bao quát. Tính chất sử dụng thuật ngữ này thay đổi theo thời gian, có lúc được dùng để đặt cho một thể loại phim và cũng có lúc lại được dùng để chỉ những phim có kinh phí sản xuất lớn. Cũng giống như các trường ca thuộc văn học cổ điển, phim sử thi thường tập trung vào các nhân vật anh hùng. 
Những bộ phim lịch sử sử thi thường mang một sự kiện lịch sử hoặc huyền thoại và thêm một khung cảnh lộng lẫy và trang phục xa hoa, đi kèm với phần nhạc nền phim bao quát và dàn diễn viên nổi tiếng. Điều này khiến cho phim sử thi trở thành một trong những thể loại phim tốn chi phí sản xuất nhất. Hình tượng chung của các phim sử thi thường là những nhân vật quan trọng và trung thành từ các thời kỳ khác nhau trong lịch sử.

## Lịch sử
Phim sử thi là một trong những thể loại phim cổ nhất, với một số ví dụ điển hình như là Cabiria của Giovanni Pastrone, một phim câm dài ba tiếng về chủ đề Chiến tranh Punic đã đặt nền móng cho các tác phẩm phim câm sử thi sau này của D. W. Griffith.
Thể loại phim này bắt đầu trở nên phổ biến vào những năm 1960, khi Hollywood hợp tác với các hãng phim điện ảnh nước ngoài (như Cinecittà của Rome) để sử dụng một vài cảnh quan đẹp ở Tây Ban Nha, Maroc, và đồng thời chúng để thực hiện sản xuất cho các phim như El Cid (1961) hay Lawrence of Arabia (1962). Thời kỳ bùng nổ của công tác hợp tác sản xuất quốc tế này tưởng chừng như đã ngừng lại với Cleopatra (1963), The Fall of the Roman Empire (1964) và Bác sĩ Zhivago (1965). Tuy nhiên, các phim điện ảnh thuộc thể loại này vẫn cứ tiếp tục xuất hiện, điển hình là phim Chiến tranh và hòa bình do Sergei Bondarchuk đạo diễn, ra mắt tại Liên Xô cũ vào năm 1968, và được tin rằng là phim có kinh phí cao nhất từng được sản xuất.
Các phim điện ảnh sử thi vẫn cứ thế tiếp tục được sản xuất, dù cho với sự xuất hiện của công nghệ CGI các phim này thường sử dụng các hiệu ứng mô phỏng trên máy tính thay vì dàn diễn viên lên tới hàng ngàn người. Từ những năm 1950, các phim sử thi thường được quay với tỷ lệ diện mạo rộng nhằm mục đích toàn diện hóa trải nghiệm xem phim tại các rạp chiếu.

## Tiểu thể loại
Phim sử thi bao gồm nhiều tiểu thể loại nhỏ. Các tiểu thể loại có thể kể đến bao gồm phim sử thi chiến tranh, phim sử thi lịch sử, phim sử thi tôn giáo, phim sử thi lãng mạn, phim sử thi tội phạm, phim sử thi phương Đông, phim sử thi kỳ ảo và khoa học viễn tưởng hay phim sử thi hoạt hình.